# 蚌埠淮河铁路老桥
蚌埠淮河铁路老桥，又名京沪铁路淮河大桥、津浦铁路淮河大铁桥，或直接简称为大铁桥，位于安徽省蚌埠市蚌山区与龙子湖区的交界处，南距蚌埠车站1.9公里，西距老蚌埠港约500米，有京沪铁路经过。本桥于1909年12月开工，1911年5月15日建成，是当时津浦铁路上第二大的桥梁，仅次于同时期的济南泺口大桥。该桥的通车对沟通中国南北、发展经济和巩固国防都具有重要意义，也成为了蚌埠的城市象征之一。同时，大桥也是目前中国大陆保存较完好的铁路桥遗址，具有极其重要的科学、历史价值。

## 历史

### 设计与建造

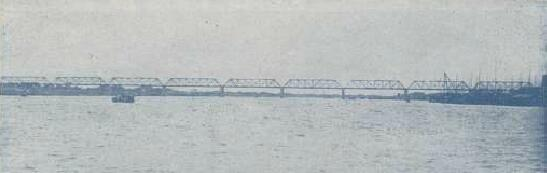
1934年的津浦铁路淮河大桥

桥梁由英方总工程司德纪（T.W. Tuckey）设计:179。桥址原定在临淮关（今凤阳县）附近，但当地百姓担心铁路会“破了地脉”，极力反对；另一边，怀远县的地方乡绅却上书清政府，请求将铁路大桥改在怀远荆山和涂山峡间，以使古城兴盛。英方通过1908年的考察，发现凤阳地势低洼，易遭洪水淹没，而怀远的荆涂两山之间河道狭窄、水流湍急，建桥风险太大；最终，施工方于同年4月确定在蚌埠建桥。
桥梁于1909年12月开工建造，1911年3月桥墩和桥台完工，2个月后全桥竣工，共历时17个月。为建设此桥，清政府从今唐山市附近调来了一千多名铁路工人，并从皖北招募了两万多名农民参与其中。当时津浦线临淮关以南尚未铺轨通车，所用材料均靠数万民工沿水路运至蚌埠。建桥共完成混凝土8806立方米、花岗石352立方米、石子508立方米、钢材250吨；除钢桁梁系购自苏格兰锐特赫德森公司外，其他各项器材均在国内购置，所用气压沉箱由上海江南造船厂制造。全桥共用款项不及100万银元，较原计划110万元节约10余万元。

### 建成初期
淮河铁路桥的建成连接了淮河的南北两岸，使津浦铁路成功贯通。这样的条件使大桥通车后，蚌埠得以成功开埠，并从一个集镇迅速发展为安徽的商业中心，又在50年代成为了安徽的工业中心；同时，蚌埠的人口也从铁路通车初期的500户人家，增长到1930年代的10万人，1947年时更增长到30万人，使蚌埠成功升级为城市。于是，蚌埠市被称为“火车拉来的城市”，大桥也就成为了城市的象征。

#### 战争破坏

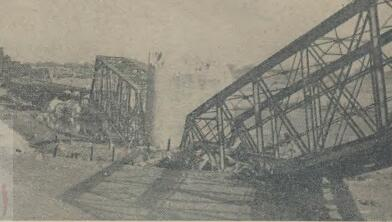
1938年国军炸毁蚌埠铁桥

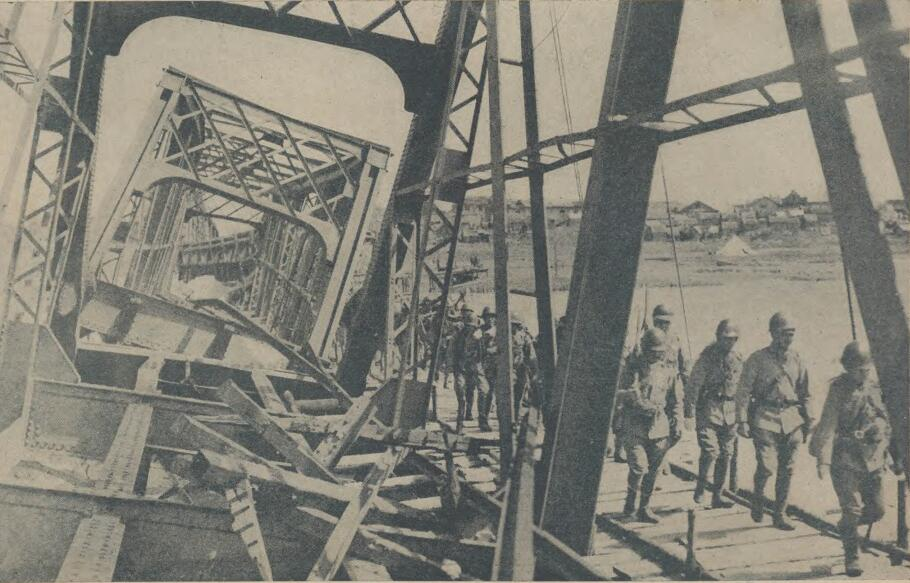
1938年，侵华日军在炸毁的津浦铁路淮河大铁桥旁修建临时木桥通过

1938年2月，日本侵略军兵临蚌埠。为阻止日军前进，国民革命军第六十七师在2月2日撤离蚌埠时炸毁该桥钢梁7孔、桥墩6座。日军侵占后，于同年9月修复。修复后的淮河大桥曾一度成为了日军的“刑场”。
1949年1月16日、淮海战役结束后，国军第96军为阻止解放军南下，炸毁该桥第3至第7孔桁梁及3个桥墩；其中第3、4、7 孔桁梁各炸落一端，第5孔中部炸断落水，第6孔全部炸落水中。被毁各墩均被炸毁至墩顶以下约13米。当时解放军即将发起渡江战役，为保证运输通畅，铁道兵团和苏联方面的专家在讨论后，决定在正桥上游30米处先修建一座半永久性的渡河便桥。便桥于1949年5月1日正式开工，6月30日竣工，1950年8月20日拆除。当时列车只能以25公里/小时的速度通过。

### 修复及改造
1949年9月，正桥永久性修复方案启动。工程由济南铁路局桥梁工程处的4个桥工队负责施工，于1949年11月16日正式开工，1950年7月4日竣工，历时237天，共用钢材154吨、水泥286吨，铺设轨道线路及两端正线1193米。1950年7月11日，铁道部长滕代远主持了落成典礼。为纪念便桥和大桥修复通车，铁道兵团在南桥脚西侧建立了一座纪念碑。
1957年后，铁路部门又对铁桥进行过10多次的改造和加固，其中1965年曾将第二孔钢梁换成加拿大华伦式钢梁。
1970年1月7日，蚌埠淮河铁路复线桥在下游5公里处动工兴建，并于1975年6月1日和蚌埠东站一齐正式验交使用。新桥投入使用后，津浦线的货物列车遂经由新桥和曹山线过河，不再驶经蚌埠站和老桥:216。
1987年，根据治理淮河规划，确保洪峰流畅通过，淮河老桥北岸段河道取直，实施“退堤切滩”工程。为此，淮河老桥向北扩孔340余米、接长11孔，桥梁南端更换4孔柏式桁梁。此工程于1987年4月1日开工，1988年7月30日竣工；扩孔后桥梁全长增为930.27米。施工期间，老桥封锁停用，因此停靠蚌埠站的旅客列车只能通过新桥迂回运行。
2002年，作为复线改造的一部分，一座紧挨着老桥、与老铁路桥相似的新桥被建成。新的复线桥全长2100米，其主跨为多孔钢梁，采用浮托拖拉法一次架设就位，曾荣获多项科技奖项。因此，两座桥也常被统一称为蚌埠淮河铁路双桥。

## 存在的问题
蚌埠老铁路桥高程25.27米；在淮河水位为19.60米的时候，净空高度只有5.67米。同时，大桥附近的航道宽度也不足，容易引发事故。另外，大桥附近的河床底部还有岩石甚至大桥施工时遗留下来的部件。这些原因使得大桥成为了淮河航道的“瓶颈”。
大桥早在设计时，就因为可能对淮河的航运造成影响而引发了争论，甚至导致工期被拖延一年。为解决此问题，通过此大桥下方的帆船只能放倒桅杆，用“两船夹护一船”的方式通过，这才使争论暂时平息。
在“十三五”期间，安徽省政府提出了相应的交通发展规划，其中提高淮河干流的通过能力成为了水运方面的重点；然而，目前大桥附近的航道甚至达不到三级航道标准。为此，淮河航道局曾与铁路方面多次沟通过。2012年时，淮河航道局曾提出将大桥拆除，但由于其重要的意义遭到了多方面的反对。后来航运部门又提出对老铁路桥进行改造，但铁路方面未有回应。另外，航道局曾提出在别处新建一座桥梁，并将京沪铁路正线改道的计划，也由于对铁路运输影响太大而被铁路方面否决。

## 纪念
淮河大铁桥建桥烈士纪念塔位于桥南端西侧旁边，为纪念在修建便桥和抢修主桥时牺牲的解放军铁道兵战士，于1949年7月1日建成。塔的底部为烈士纪念碑，该碑由碑基座、碑身构成。碑基座为砖混结构，外饰水磨石。碑文内容为铁道兵团第三支队抢修淮河铁桥的过程，以及抢修时牺牲的战士的名字。